# Mansfield (Nottinghamshire)
Mansfield é uma cidade do distrito de Mansfield, no Condado de Nottinghamshire, na Inglaterra. Sua população é de 79.921 habitantes (2015) (107.435, distrito). Mansfield foi registrada no Domesday Book de 1086 como Mamesfeld/Memmesfed.